# Електронний ключ

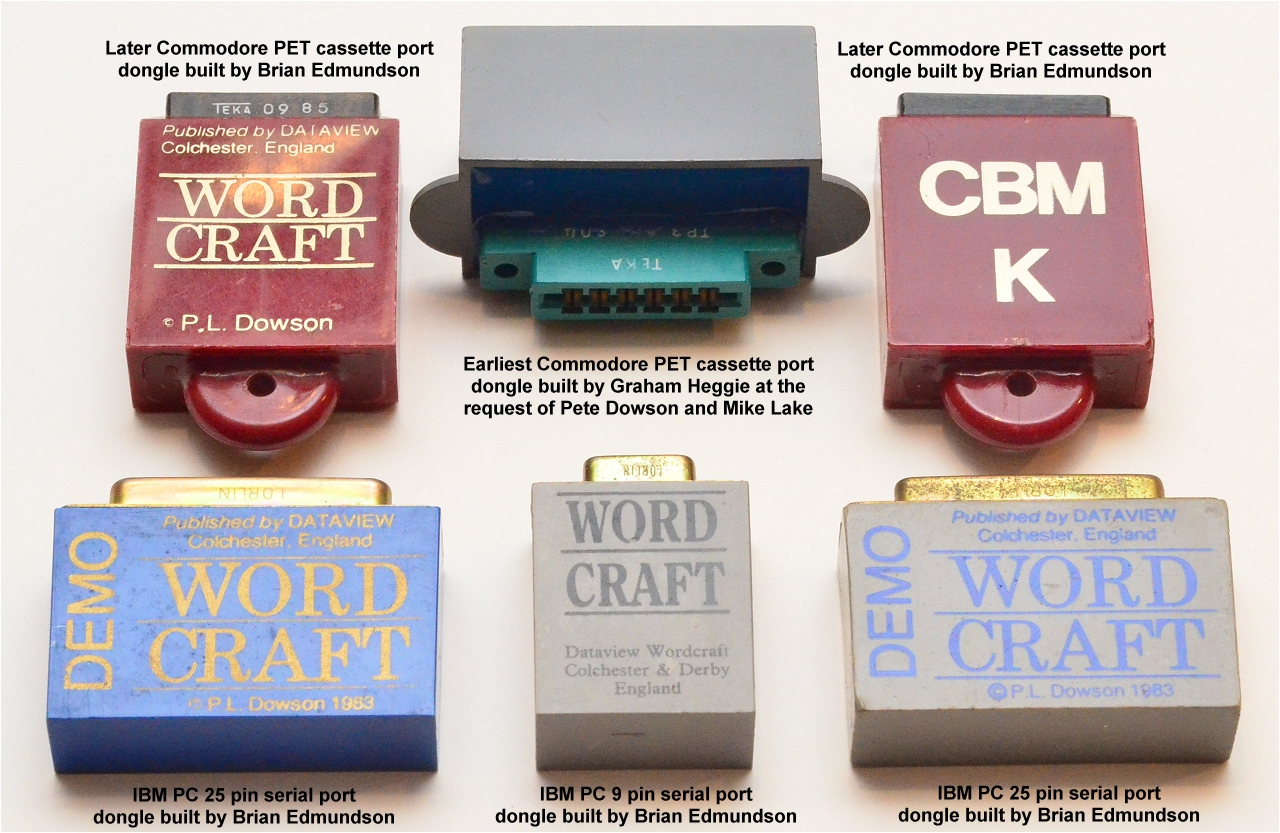

Електронний ключ (апаратний ключ, іноді донгл від англ. dongle) — апаратний засіб, призначений для захисту програмного забезпечення і даних від копіювання, нелегального використання та несанкціонованого розповсюдження.
Основою цієї технології є спеціалізована мікросхема, або захищений від зчитування мікроконтролер, що мають унікальні для кожного ключа алгоритми роботи. Донгли також мають захищену незалежну пам'ять невеликого обсягу, більш складні пристрої можуть мати вбудований криптопроцесор (для апаратної реалізації шифруючих алгоритмів), годинник реального часу. Апаратні ключі можуть мати різні форм-фактори, але найчастіше вони підключаються до комп'ютера через USB. Також зустрічаються з LPT- або PCMCIA-інтерфейсами.